# Carlius fecundus
Carlius fecundus är en insektsart som först beskrevs av Carl 1915.  Carlius fecundus ingår i släktet Carlius och familjen Phasmatidae. Inga underarter finns listade.